# ユスティニアヌス王朝

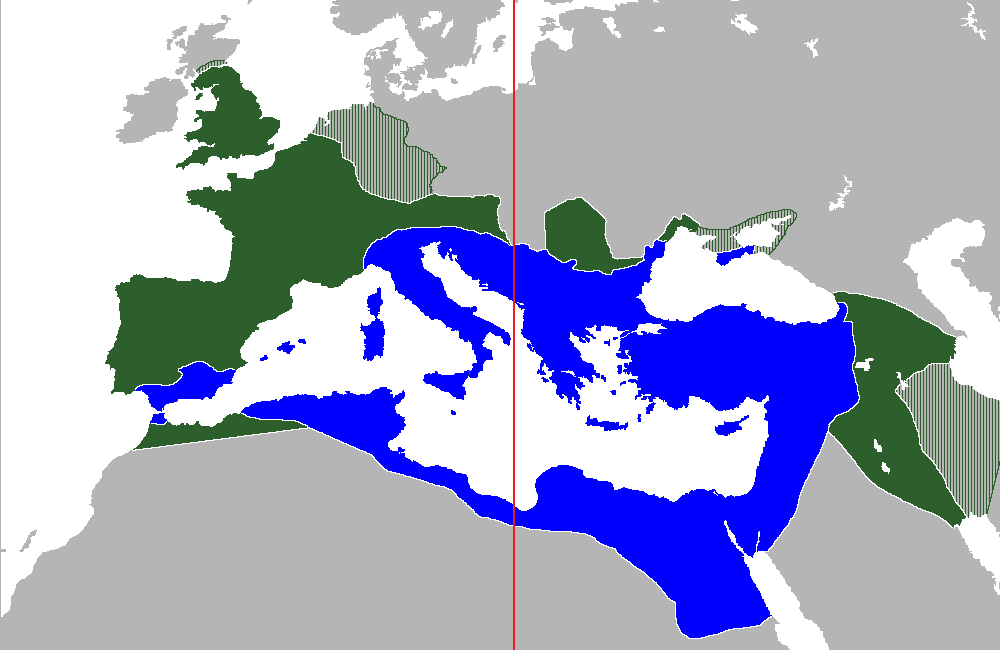
ユスティニアヌス1世時代の東ローマ帝国（青色部分）｡青色と緑色部分はトラヤヌス時代のローマ帝国｡赤線は東西ローマの分割線

ユスティニアヌス王朝は、ユスティヌス1世から始まる東ローマ帝国の王朝（518年 - 602年）。王朝の名前は第2代皇帝ユスティニアヌス1世から採られたものである。

## 歴史
ユスティヌスはもともとバルカン半島北西部、イリュリアの農村出身で、首都コンスタンティノポリスへ上って軍に入り、叩き上げの将軍となったが、皇帝アナスタシウス1世が後継者を指名せずに死亡したため、元老院の指名により皇帝に即位した。
甥のユスティニアヌスは早くからその才能を示し、ユスティヌスの晩年に共治帝となり、その死後、唯一の正帝となった。彼は、『ローマ法大全』の編纂・聖ソフィア大聖堂の再建・ベリサリウス、ナルセスなどの指揮官を使って古代ローマ帝国の再現を図ってアフリカのヴァンダル王国、イタリア半島の東ゴート王国、イベリア半島の西ゴート王国の一部などを攻撃・占領し、古代ローマ帝国の復興を図ったことで有名であり、後世「大帝」と呼ばれた。
ユスティニアヌスの死後はユスティニアヌスの甥ユスティヌス2世が即位したが、ユスティニアヌスの征服事業や建設事業のために財政は破綻しており、早くも衰退が始まった。ランゴバルド族のイタリア侵入や、サーサーン朝に対する敗戦などが続き、そのショックでユスティヌスは精神を病んで実権を養子である副帝ティベリウス2世に譲った。ユスティヌス2世の死後、正式に皇帝となったティベリウスは帝国の再建に努めたが、即位してわずか4年で死去し、娘婿で養子のマウリキウスが即位した。マウリキウスはラヴェンナ、カルタゴに総督府を設置して西方支配の再建に着手し、北から侵入してきたアヴァール人・スラヴ人を討伐しようと試みたが遠征先で軍隊の反乱にあい、百人隊長フォカスによって帝位を簒奪されて殺されてしまった。これによって、養子によって継承されたユスティニアヌス王朝からの皇帝位の世襲は断絶した。
フォカスはユスティニアヌス王朝と血縁は無く、その治世には、正統性のない彼に対する反乱やサーサーン朝の侵攻が相次いだ。フォカスは610年、カルタゴ総督であるヘラクレイオスの同名の息子ヘラクレイオスに倒され、息子ヘラクレイオスがヘラクレイオス1世として即位し、新たな王朝ヘラクレイオス王朝を開いた。

## ヘラクレイオス王朝やマケドニア王朝との関係
なお、ヘラクレイオス1世の母エピファニア（560年 - 没年不明）はユスティニアヌスの妹ウィギランティアとその夫（ユスティニアヌスの妹婿）ドゥルキディウスの子孫である。具体的な系譜としては、ウィギランティアとドゥルキディウスの娘でユスティヌス2世の妹プラエイエタ（522年 - 548年以降に没）がアレオビンドゥスという男性との間に娘ウィギランティア（540年生誕）を儲け、ウィギランティアがテオドルス（生没年不詳）という男性と結婚して生まれたのが、ヘラクレイオス1世の母エピファニアである。ヘラクレイオス1世はユスティニアヌスの妹ウィギランティアの玄孫（孫の孫）にあたり、女系ではあるがユスティニアヌス王朝の血縁者である。ユスティニアヌスとヘラクレイオス1世は高祖伯父と玄姪孫、ユスティヌス2世とヘラクレイオス1世は曾祖伯父と曾姪孫の関係となる。